# Nederlandse Minibike Cup
De Nederlandse Minibike Cup (NMC) was een competitie voor minibikers. In 1996 werd de eerste editie verreden op Texel. Er werd gestreden om informele nationaal kampioenschap wegens het ontbreken van een echt Nationaal kampioenschap voor de minibikers door de Nederlandse motorrijdersbond KNMV.
Na de eerste editie werd het kampioenschap over meerdere wedstrijden verreden. In de eerste organisatiejaren was de organisatie in handen van enkele bonden/clubs, waar onder de NMMB en de DRN, na een fusie van deze NMMB en DRN werd het georganiseerd door RAP Holland. In de NMC werd in de klassen Junioren A, B en C, Senior A en B, Modified en Zelfbouw geracet. Een raceseizoen duurde meestal van eind maart tot begin oktober. Per seizoen werden voor de cup ongeveer negen wedstrijden verreden.